# 河合堯三
河合 堯三（かわい ぎょうぞう、1871年9月2日（明治4年7月18日） - 1939年（昭和14年）1月21日）は、日本聖公会の司祭である。日本聖公会中部教区の重鎮であった。

## 生涯
1871年(明治4年)に岡山県若井町に生まれる。1891年(明治24年)、20歳の時キリスト教に入信する。大阪三一神学校に入学し、沖縄で伝道する。
1900年(明治33年)に大阪聖救主教会の伝道師になる。1901年(明治34年)に執事に叙任され、1902年(明治35年)に司祭に叙任される。
1915年(大正4年)に聖公会神学院にイギリス教会宣教会(CMS)の代表として赴任して、6年間聖書学と教理学を教える。1921年(大正10年)松本で伝道をする。1922年(大正11年)から名古屋聖ヨハネ教会の司祭を、1939年(昭和14年)に亡くなるまで続ける。